# El amor en los tiempos del cólera
El amor en los tiempos del cólera (Brasil: Amor nos Tempos do Cólera / Portugal: O Amor nos Tempos de Cólera) é um livro do escritor colombiano Gabriel García Márquez publicado em 1985. O livro é um romance de gênero realismo fantástico passado no século XIX com cenário na América Latina e que trata de um triângulo amoroso que perdurou por mais de cinquenta anos.

## Enredo
O romance conta a história do amor de Florentino por Fermina, que ultrapassam 53 anos quase sem nenhum contato. Conheceram-se pela profissão de telégrafo de Florentino, ao entregar correspondências a Lorenzo (pai de Fermina). Os dois passaram dois anos enviando cartas um ao outro, até Florentino decidir mandar uma carta com o pedido de casamento, mesmo sem nenhum contato físico e com o quase inexistente convívio até o momento; na dúvida Fermina esperou 4 meses sem dar a resposta, sendo forçada com uma correspondência mais que simbólica contendo um bilhete com o pedido de aceitar ou esquecer a proposta; ela aceitou, mas impôs a condição de que esperassem mais dois anos antes de se casarem, mas 4 meses antes da data marcada ocorreu a intervenção de Lorenzo que descobrira o relacionamento dos dois através de uma freira da escola da sua filha.
Lorenzo tomou atitudes tais quais como mandar a tia de Fermina embora, pois acobertava o caso e levar embora consigo a filha para outra cidade. Foram mais dois anos de correspondências escondidas de Lorenzo. Passado esse tempo Fermina voltou à cidade natal, sendo um dia visto por Florentino atravessando uma rua e tendo seu 1° contato com ele passando pela vila dos escrivães; reconheceu-o quando fora chamada de Deusa coroada, assim como ele a chamava em suas cartas. Apesar de estar emocionada achou prudente ignorá-lo com um simples gesto com a mão e um: “não, por favor, me esqueça!” Na mesma época chegou Juvenal de seus estudos na Europa, cobiçado pelas moças como sendo um bom partido; demonstrou interesse por Fermina e sendo o homem ideal no ponto de vista de Lorenzo, teve o sucesso com a mesma. O tio de Florentino resolveu que o certo seria a uma viagem de trabalho para esquecer a moça, mas ele preferiu tentar ganhar dinheiro ali mesmo.
Fermina era feliz com o casamento apesar de não amar o marido quando se casou, mas tinha consciência de que Juvenal era a pessoa certa para se casar. Passaram-se 51 anos e, no dia de Pentecostes, Jeremiah se suicida mandando uma carta a Juvenal (é aqui que o livro começa) com o pedido de procurar a sua companheira, que já sabia o motivo de seu suicídio; Jeremiah não queria ficar velho. No mesmo dia morre Juvenal tentando apanhar um papagaio. Florentino estava presente ajudando no velório e no enterro de Juvenal, passando despercebido por Fermina até o encerramento das procissões e permanecendo na casa para declarar seu amor a Fermina. As visitas passaram a ser constantes, levando Florentino a ter uma boa relação com Fermina e ter um bom relacionamento com o filho dela. Florentino convenceu Fermina a fazer uma viagem de navio e também foi. Depois dessa viagem eles seguiram juntos, totalizando a procura pela amada em 51 anos, nove meses e 4 dias.

## Adaptação cinematográfica
A produtora Stone Village Pictures comprou os direitos para produzir os filmes por cerca de US$3 milhões e escolheu o diretor Mike Newell para dirigir um roteiro adaptado por Ronald Harwood. As filmagens iniciaram-se na cidade de Cartagena, na Colômbia em Setembro de 2006. A cantora Shakira, convidada para participar da trilha sonora do filme pelo próprio García Márquez, colaborou com três canções, "La Despedida", "Pienso en ti" e "Hay amores".